# Макнайт, Фил
Филип Макнайт (англ. Philip McKnight; 5 июня 1924, Camlachie — 25 мая 2018) — шотландский футболист, игравший на позиции крайнего полузащитника.

## Биография

### Игровая карьера
Во время Второй мировой войны Макнайт проходил службу на Королевском ВМФ. По окончании войны присоединился к клубу «Аллоа Атлетик», в котором отыграл один сезон. В 1947 году стал игроком «Челси», где за семь сезонов сыграл 33 игры и забил 1 гол. Это было связано с тем, что он проигрывал конкуренцию на свою позицию ведущим игрокам того периода Рою Бентли, Кену Армстронгу и Стэну Уиллемсу.
В 1954 году перешёл в «Лейтон Ориент», за который играл в течение пяти сезонов в Третьем южном дивизионе и Втором дивизионе. Всего за 5 сезонов сыграл за эту команду 161 матч и забил 2 гола, а в 1959 году завершил игровую карьеру.

### Смерть
Скончался 25 мая 2018 года после непродолжительной болезни в возрасте 93 лет.